# كلود بيري (لاعب كرة قاعدة)
كلود بيري (بالإنجليزية: Claude Berry)‏ هو لاعب كرة قاعدة أمريكي، ولد في 14 فبراير 1880 في لوسانتفيل في الولايات المتحدة، وتوفي في 1 فبراير 1974 في ريتشموند في الولايات المتحدة.

## وصلات خارجية
- كلود بيري على موقع دوري كرة القاعدة الرئيسي (الإنجليزية)
- كلود بيري على موقعبيزبول رفرنس.كوم (الدوري الرئيسي) (الإنجليزية)
- كلود بيري على موقعبيزبول رفرنس.كوم (الدوري الثانوي) (الإنجليزية)